# Селектин
Селектины — белки из семейства молекул клеточной адгезии. Селектины являются трансмембранными гликопротеинами и состоят из единственной полипептидной цепи. Имеют характерное сходство с лектинами типа C благодаря амино-терминальной последовательности и кальций-зависимого связывания. Селектины связываются с олигосахарами и, таким образом, могут рассматриваться как тип лектинов (отсюда название).

## Типы
Существует 3 подгруппы селектинов:
- E-селектин (в эндотелиальных клетках)
- L-селектин (в лейкоцитах)
- P-селектин (в эндотелиальных клетках и тромбоцитах)

## Функции
Селектины играют роль в процессе трансмиграции лейкоцитов в участок повреждения при воспалительной реакции. P-селектин локализуется в особых гранулах — «тельцах Вайбеля — Паладе» эндотелиальных клеток и секретируется на поверхность клетки в течение минут после клеточной активации. E-селектин синтезируется клетками под действием таких цитокинов как фактор некроза опухоли или интерлейкин 1β. Основным и наиболее изученным лигандом селектинов является белок лейкоцитов PSGL-1 («гликопротеиновый лиганд P-селектина 1»).